# Stara Kapela (żupania zagrzebska)
Stara Kapela – wieś w Chorwacji, w żupanii zagrzebskiej, w gminie Dubrava. W 2011 roku liczyła 192 mieszkańców.